# 塘汛街道
塘汛镇，是中华人民共和国四川省绵阳市涪城区下辖的一个乡镇级行政单位。2019年12月，撤销城南街道和塘汛镇，设立塘汛街道，以原城南街道和原塘汛镇所属行政区域为塘汛街道的行政区域，塘汛街道办事处驻塘汛街192号。

## 行政区划
塘汛镇下辖以下地区：
中街社区、中心社区、三元社区、涪沿社区、洪恩村、三河村、红五村、金广村、友谊村、群丰村和桃园村。